# Hōko (tỉnh)
Tỉnh Hōko (tiếng Nhật: 澎湖廳; Hōko-chō; Hán-Việt: Bành Hồ sảnh) là một đơn vị hành chính ở Đài Loan được Nhật Bản thành lập vào năm 1895 trong thời kỳ Đài Loan thuộc Nhật. Tỉnh này bao trùm địa phận hiện tại của huyện Bành Hồ. Tòa hành chính tỉnh Hōko hiện là tòa hành chính huyện Bành Hồ.

## Dân số
Thống kê dân số thường trú tại tỉnh Hōko vào năm 1941:
| Tổng dân số                                     | 69.387 |
| ----------------------------------------------- | ------ |
| Người Nhật                                      | 3.619  |
| Người Đài Loan                                  | 65.694 |
| Người Triều Tiên                                | 74     |
| Điều tra dân số năm 1941 (năm Chiêu Hòa thứ 16) |        |

## Phân cấp hành chính

### Phó tỉnh và quận
Năm 1945 (năm Chiêu Hòa thứ 20), có 2 phó tỉnh:
| Phó tỉnh (支廳 shichō) | Phó tỉnh (支廳 shichō) | Phó tỉnh (支廳 shichō) |
| Tên                    | Kanji                  | Kana                   |
| ---------------------- | ---------------------- | ---------------------- |
| Phó tỉnh Makō          | 馬公支廳               | まこうしちょう         |
| Phó tỉnh Mōan          | 望安支廳               | もうあんしちょう       |

### Thị xã và làng
Phó tỉnh được chia thành thị xã (街, nhai) và làng (庄, trang):
| Phó tỉnh      | Tên         | Kanji  | Ghi chú          |
| ------------- | ----------- | ------ | ---------------- |
| Makō 馬公支廳 | Thị xã Makō | 馬公街 | Mã Công ngày nay |
| Makō 馬公支廳 | Làng Kosei  | 湖西庄 | Hồ Tây ngày nay  |
| Makō 馬公支廳 | Làng Hakusa | 白沙庄 | Bạch Sa ngày nay |
| Makō 馬公支廳 | Làng Seisho | 西嶼庄 | Tây Dữ ngày nay  |
| Mōan 望安支廳 | Làng Mōan   | 望安庄 | Vọng An ngày nay |
| Mōan 望安支廳 | Làng Taisho | 大嶼庄 | Thất Mỹ ngày nay |